# Prima cassetta di musica tamarra
Prima cassetta di musica tamarra è il primo album del cantautore comico napoletano Tony Tammaro, pubblicato nel 1989 dalla Tamarsound.

## Ristampe
Nel 1998 il disco venne ristampato su CD, con il titolo alternativo di Patrizia, dalla Mea Sound, casa discografica che all'epoca deteneva i diritti di stampa dei precedenti lavori di Tony Tammaro. Oltre al titolo del disco, anche alcune canzoni hanno subito cambiamenti di ordine e di titolo.

## Curiosità
Leggenda vuole che Prima cassetta di musica tamarra ottenne grande successo tra il pubblico napoletano, al punto che diverse centinaia di migliaia di copie contraffatte da bancarella vennero vendute. La voce, probabilmente messa in circolazione dallo stesso Tammaro, creò una vera e propria leggenda metropolitana attorno al disco che risulta esaurito in ogni suo formato originale.

## Tracce

### Edizione originale
1. Patrizia – 2:26 (T.Tammaro)
2. Il parco dell'amore – 2:59 (T.Tammaro)
3. 'U strunzu – 2:45 (T.Tammaro)
4. 'A cinquecento – 2:40 (T.Tammaro)
5. Si piglio 'o posto – 1:56 (T.Tammaro)
6. Torregaveta – 2:34 (T.Tammaro)
7. Alla fiera della casa – 2:19 (T.Tammaro, A.Branduardi)
8. La pubblicità – 2:20 (T.Tammaro)
9. Zio Tobia – 1:28 (T.Tammaro)
10. Il rock dei tamarri – 2:00 (T.Tammaro)

### Edizione Mea Sound
1. Si piglio 'o posto – 1:58 (T.Tammaro)
2. Alla fiera della casa – 2:09 (T.Tammaro, A.Branduardi)
3. Il parco dell'amore – 3:01 (T.Tammaro)
4. 'A cinquecento – 2:42 (T.Tammaro)
5. Il rock dei tamarri – 2:01 (T.Tammaro)
6. Patrizia – 1:58 (T.Tammaro)
7. La pubblicità – 2:23 (T.Tammaro)
8. U strunzu – 2:44 (T.Tammaro)
9. Torregaveta – 2:36 (T.Tammaro)
10. Zio Tobia – 1:30 (T.Tammaro)

## Formazione
- Tony Tammaro - voce e chitarra